# Хиршталь (Пфальц)
Хиршталь (нем. Hirschthal) — община в Германии, в земле Рейнланд-Пфальц.
Входит в состав района Юго-западный Пфальц. Подчиняется управлению Данер Фельзенланд. Население составляет 104 человека (на 31 декабря 2010 года). Занимает площадь 1,59 км².